# Short Skirt/Long Jacket
Short Skirt/Long Jacket – singiel zespołu Cake wydany w roku 2001, promujący album Comfort Eagle. Pierwszy singiel z tego albumu, uważany za jedną z najlepszych piosenek zespołu. Muzyka z piosenki została użyta w czołówce serialu Chuck.
Piosenka opowiada o idealnej kobiecie : o jej przymiotach oraz specyficznych detalach. Piosenka może sprawiać wrażenie sarkastycznej.

## Teledysk
Kilkanaście osób zostaje zaczepionych na ulicy i zachęconych do przesłuchania piosenki za pomocą słuchawek. Mają oni ocenić jakość piosenki.

## Spis utworów
1. "Short Skirt/Long Jacket" - 3:24
2. "Arco Arena" (Vocal Version) - 2:10
3. "Short Skirt/Long Jacket" (Video)